# Selah Sue

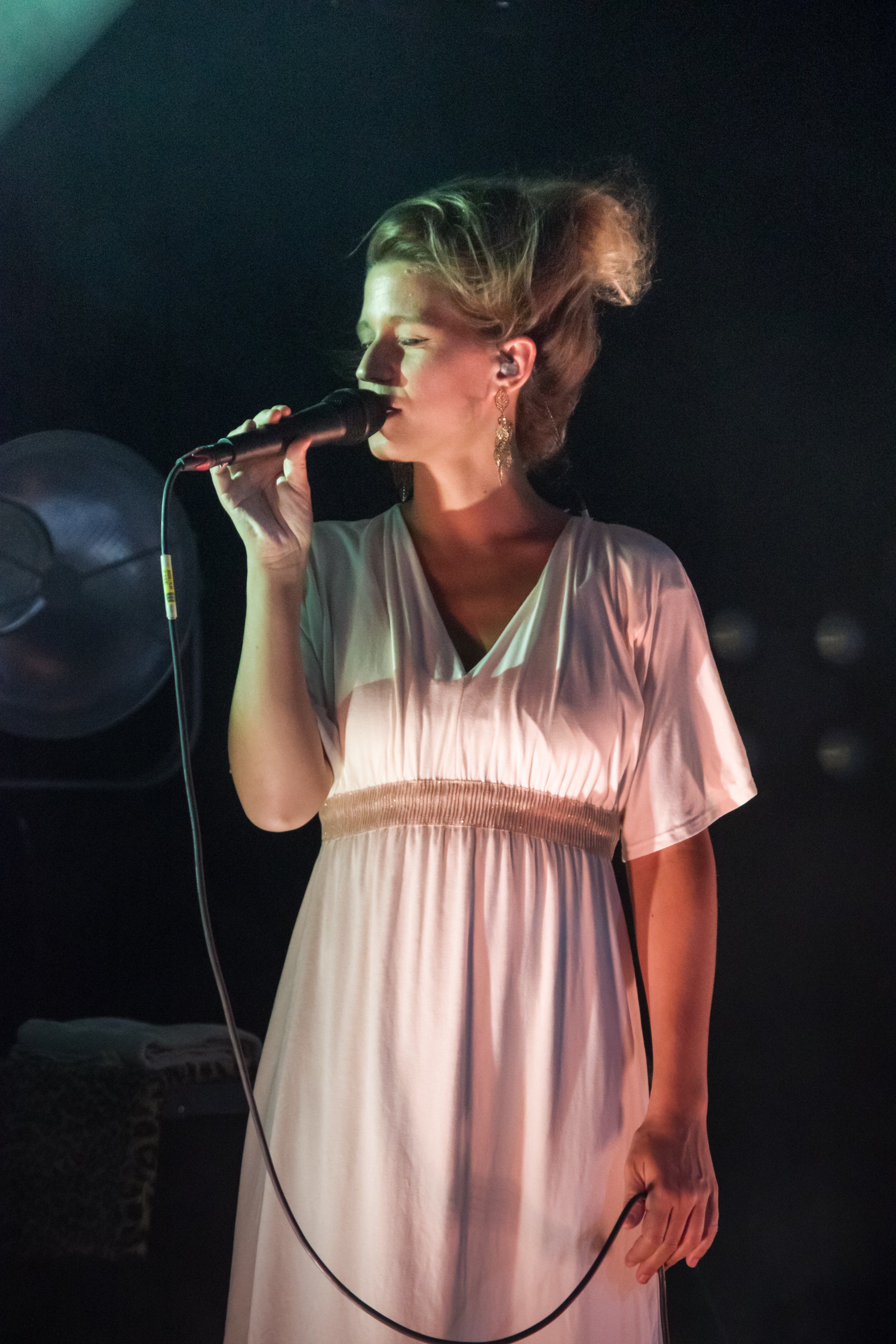
Selah Sue, Zelt-Musik-Festival 2018 Freiburg, Duitsland

Selah Sue, geboren als Sanne Putseys (Leuven, 3 mei 1989), is een Belgisch singer-songwriter.

## Biografie

### Jonge jaren
Putseys is afkomstig uit het Vlaams-Brabantse Leefdaal, een deelgemeente van Bertem. Putseys ging naar de middelbare school in het Heilig Hartcollege van Tervuren. Ze leerde op haar vijftiende akoestische gitaar spelen en begon toen ook al eigen liedjes te schrijven. Op haar zeventiende trad ze als jongste en enige vrouwelijke artieste op tijdens het opensongcontest Open Mic-avond in Het Depot in Leuven. Organisator en zanger Milow merkte haar op en vroeg haar op te treden in zijn voorprogramma. Later speelde ze ook nog in het voorprogramma van Jamie Lidell in Londen en Parijs en stond ze met Novastar in het Amsterdamse Paradiso.
Toen de radiozender Studio Brussel in het programma Volt op zoek ging naar de toekomst van de Belgische muziek, mochten tal van gevestigde Belgische waarden hun protegé voorstellen en voor Milow was dat Selah Sue. Samen speelden ze Explanations op de radio.
Van september 2008 tot eind augustus 2009 was ze Artist In Residence van AB. De AB staat hiermee artiesten bij waarin ze sterk geloven en die geen platenfirma of management hebben. Hierdoor kon ze een demo opnemen. Naast covers van Erykah Badu en Amy Winehouse had ze al de nodige eigen nummers, waaronder het akoestische Mommy en Black Part Love"'. Deze laatste werd in december 2008 als haar eerste single uitgebracht.
In 2009 trad Sue op op het North Sea Jazz Festival en bij Lowlands. Ook was ze dat jaar te zien op Couleur Café.
Ze was meerdere malen in De Wereld Draait Door te horen.
Op 8 november 2010 verzorgde ze het voorprogramma van Prince in het Sportpaleis in Antwerpen. Ook was ze te horen op het album The Lady Killer van Cee Lo Green met Please. Op 1 mei 2010 was te zien op het Schoolrock Festival in samenwerking met Addicted Kru Sound.
Op 7 januari 2011 was Selah Sue een van de winnaars van de Music Industry Awards 2010. Ze behaalde de belangrijke MIA voor beste vrouwelijke soloartiest. Bij Humo's Pop Poll kreeg Selah Sue de prijs van beste Belgische zangeres van 2010.

### Eerste album
Op 4 maart 2011 werd haar naamloze debuutalbum uitgebracht, dat een combinatie van soul, jazz en reggae bevat. In de zomer van 2011 trad ze op de volgende festivals op: Pinkpop, Rock Werchter, het North Sea Jazz Festival, Sziget, de Lokerse Feesten en Lowlands. Op zaterdag 3 december 2011 ontving ze uit handen van Paul de Leeuw en Sinterklaas bij het programma PAU!L een gouden plaat voor de Nederlandse verkoop van haar debuutalbum Selah Sue.
Ze werd bij de Music Industry Awards al in 2010 verkozen als beste vrouwelijke soloartiest. Deze titel verlengde ze op 10 december 2011 tijdens de Music Industry Awards 2011. Die avond haalde ze ook MIA's voor best verkochte artiest en album van het jaar 2011. In oktober 2011 kreeg Selah Sue een European Border Breakers Award (EBBA). Deze prijs wordt jaarlijks door de Europese Commissie toegekend aan tien Europese artiesten die grensoverschrijdend succes hebben met hun eerste Europese release. Op 11 januari 2012 werd bekendgemaakt dat Selah Sue bovendien de EBBA-publieksprijs heeft gewonnen – deze wordt door het publiek gekozen uit de tien winnaars van een EBBA.
Bij de Music Industry Awards 2012 won Selah Sue de prijs voor beste vrouwelijke soloartiest. Ze was aanwezig in de rechtstreekse show van de uitreiking op 8 december 2012 en bracht live een nummer.
Op 15 januari 2013 bracht Walk off the Earth een nummer uit samen met Selah Sue genaamd Can't Take My Eyes Off You.

### Reason
Ze won op 8 januari 2015 de MIA beste vrouwelijke artiest 2014. Op 30 maart 2015 bracht ze haar tweede album uit: Reason, met de nummers Reason, Alone en I Won't Go For More. Ze stond ook op het podium bij Pinkpop 2015.
In mei 2020 bracht ze de Bedroom EP uit, met de single You. 
Persona
Op 24 maart 2022 stelde zij in concertzaal Olympia in Parijs haar nieuwe album Persona voor. Het is een persoonlijke plaat, elke song is vanuit een ander aspect van haar persoonlijkheid geschreven. De muziek is hierdoor een mengeling van stijlen.  Rappers Damso, Mick Jenkins en Tobi werkten mee aan enkele nummers. 
In 2022 volgt een tournee met optredens in Frankrijk, België en Nederland.  

## Persoonlijk
In mei 2014 onthulde Selah Sue bij het praatprogramma Reyers laat dat zij lijdt aan depressiviteit. Het is dankzij antidepressiva dat zij zich zo ver heeft kunnen ontwikkelen, zowel professioneel als in haar persoonlijke leven. In het programma Berg en Dal met Pat Donnez van 5 september 2021 benadrukt Selah echter hoe belangrijk gesprek is om om te gaan met haar diepe dalen’. Volgens haarzelf heeft haar depressiviteit hoogstwaarschijnlijk deels een genetische basis, want haar grootouders beiderzijds hadden psychiatrische problemen. Met haar televisie-optreden wilde Selah Sue een statement maken over de effectiviteit van antidepressiva en zich weren tegen de mening van onder meer de Amerikaanse professor Irving Kirsch die stelt dat placebo's en antidepressiva een vergelijkbaar effect sorteren. Zij wil het taboe rond psychische problemen doorbreken. Sinds 2015 is zij meter van Te Gek, een organisatie die geestelijke gezondheid bespreekbaar wil maken.  In het nummer Pills op het album Persona zingt zij over haar  ervaringen met antidepressiva nu zij de medicatie afbouwde. 
Selah Sue heeft twee zonen, geboren in 2017 en 2019. Haar partner Joachim Saerens speelt keyboards in de band van Selah Sue. 

## Discografie

### Albums
| Album                       | Verschijnen     | Label         | Type   | Hitlijsten | Hitlijsten | Hitlijsten | Hitlijsten | Hitlijsten | Hitlijsten | Hitlijsten  | Hitlijsten |
| Album                       | Verschijnen     | Label         | Type   | BE (VL)    | BE (VL)    | NL         | NL         | VK         | VS         |             |            |
| Album                       | Verschijnen     | Label         | Type   | Piek       | Weken      | Piek       | Weken      | Piek       | Piek       | Opmerkingen |            |
| --------------------------- | --------------- | ------------- | ------ | ---------- | ---------- | ---------- | ---------- | ---------- | ---------- | ----------- | ---------- |
| Black Part Love             | 16 januari 2009 | Because Music | EP     | -          | -          | -          | -          | -          | -          |             |            |
| Raggamuffin                 | 22 oktober 2010 | Because Music | EP     | 1          | 17         | -          | -          | -          | -          |             |            |
| Selah Sue                   | 22 maart 2011   | Because Music | Studio | 1 (6 wk)   | 125        | 2          | 89         | -          | -          |             |            |
| iTunes Festival London 2011 | 25 juli 2011    | Because Music | Live   | -          | -          | -          | -          | -          | -          |             |            |
| Rarities                    | 2012            | Because Music | Studio | 2          | 3          | -          | -          | -          | -          |             |            |
| Reason                      | 26 maart 2015   | Because Music | Studio | 1 (4 wk)   | 87         | 1 (1 wk)   | 32         | -          | -          |             |            |
| Bedroom EP                  | 15 mei 2020     | Because Music | EP     | 35         | 1          | -          | -          | -          | -          |             |            |
| Persona                     | 25 maart 2022   | Because Music | Studio | 5          | 10         | -          | -          | -          | -          |             |            |

### Singles
| Single                                                              | Verschijnen      | Album                                 | Hitlijsten | Hitlijsten | Hitlijsten | Hitlijsten | Hitlijsten | Hitlijsten |
| Single                                                              | Verschijnen      | Album                                 | BE (VL)    | BE (VL)    | NL         | NL         | VK         | VS         |
| Single                                                              | Verschijnen      | Album                                 | Piek       | Weken      | Piek       | Weken      | Piek       | Piek       |
| ------------------------------------------------------------------- | ---------------- | ------------------------------------- | ---------- | ---------- | ---------- | ---------- | ---------- | ---------- |
| Raggamuffin                                                         | 7 juni 2010      | Raggamuffin                           | 29         | 8          | 81         | 5          | -          | -          |
| Crazy Vibes                                                         | 18 oktober 2010  | Raggamuffin                           | 21         | 11         | 56         | 7          | -          | -          |
| This World                                                          | 9 mei 2011       | Selah Sue                             | 2          | 34         | -          | -          | -          | -          |
| Summertime                                                          | 10 oktober 2011  | Selah Sue                             | Tip 9      | 1          | -          | -          | -          | -          |
| Zanna (met Tom Barman vs. The Subs, voor Music For Life 2011)       | 28 november 2011 |                                       | 1 (4 wk)   | 11         | 72         | 4          | -          | -          |
| Crazy Sufferin Style                                                | 9 april 2012     | Selah Sue                             | Tip 9      | -          | -          | -          | -          | -          |
| Fade Away                                                           | 27 augustus 2012 |                                       | Tip 1      | -          | -          | -          | -          | -          |
| Direction                                                           | 21 oktober 2013  |                                       | -          | -          | -          | -          | -          | -          |
| Faces (Patrice met Selah Sue)                                       | 13 januari 2014  | The Rising Of The Son                 | Tip 84     | -          | -          | -          | -          | -          |
| Alone                                                               | 27 oktober 2014  | Reason                                | 5          | 21         | 53         | 5          | -          | -          |
| Reason                                                              | 16 februari 2015 | Reason                                | Tip 2      | -          | -          | -          | -          | -          |
| I Won't Go For More                                                 | 15 juni 2015     | Reason                                | Tip 4      | -          | -          | -          | -          | -          |
| Fear Nothing                                                        | 12 oktober 2015  | Reason                                | Tip 2      | -          | -          | -          | -          | -          |
| Alive (Felix Joseph Remix, met Kwabs)                               | 14 december 2015 |                                       | -          | -          | -          | -          | -          | -          |
| Together (met Childish Gambino)                                     | 22 februari 2016 | Reason                                | 46         | 2          | -          | -          | -          | -          |
| A Million Ways (Pomrad met Selah Sue)                               | 10 oktober 2016  |                                       | -          | -          | -          | -          | -          | -          |
| Bang Bang (DJ Fresh en Diplo met R. City, Selah Sue en Craig David) | 9 december 2016  |                                       | 35         | 12         | -          | -          | -          | -          |
| Pull the Strings (Maverick met Selah Sue)                           | 12 mei 2017      |                                       | -          | -          | -          | -          | -          | -          |
| So This Is Love                                                     | 17 november 2017 | Jazz Loves Disney 2 - A Kind Of Magic | Tip 1      | -          | -          | -          | -          | -          |
| The Minute (Maverick met Selah Sue)                                 | 18 mei 2018      |                                       | -          | -          | -          | -          | -          | -          |
| Que Sera Sera (Marcus Miller met Selah Sue)                         | 1 juni 2018      | Laid Black                            | -          | -          | -          | -          | -          | -          |
| You                                                                 | 17 april 2020    | Bedroom EP                            | 43         | 3          | -          | -          | -          | -          |
| Pills                                                               | 7 februari 2022  | Persona                               | 22         | 15         | -          | -          | -          | -          |